# Northrop Grumman X-47A Pegasus
Le prototype Northrop Grumman X-47A Pegasus est un démonstrateur technologique américain, dont le but est de préparer l'arrivée de la prochaine génération de drones de combat. Le X-47 fait partie du projet J-UCAS de l'agence de défense américaine DARPA. Le projet s'est terminé en janvier 2006.
Au contraire du Boeing X-45, le développement du Pegasus a été financé par le constructeur. Le modèle initial reçut la désignation X-47A, tandis qu'une seconde version, destinée à l'US Navy et adaptée à un usage naval, fut désignée X-47B.

## Développement
L'US Navy conclut un précontrat de 2 millions de dollars avec Boeing et Northrop Grumman. Le programme UCAV (en anglais : Unmanned Combat Aerial Vehicle, Véhicule aérien de combat sans pilote) visait aussi à construire un avion adapté aux porte-avions : résistance à une atmosphère humide et saline, aux interférences électromagnétiques, adaptation aux catapultages et appontages parfois violents.
L'US Navy signa ensuite un contrat avec Northrop Grumman pour le développement du prototype appelé « X-47A Pegasus », début 2001. L'avion fut construit sur la base de Mojave en matériau composite par Burt Rutan Scaled Composites, la société aéronautique de Burt Rutan, connue pour avoir fabriqué les avions spatiaux SpaceShipOne et SpaceShipTwo. Cette société dispose de la compétence nécessaire pour construire un avion dans ces matériaux innovateurs avec un objectif de coût. Le prototype effectua son premier roulage le 30 juillet 2001 et son premier vol le 23 février 2003 sur la base de l'US Navy de China Lake, en Californie. Le programme a été clos le 13 janvier 2006.

## Caractéristiques
De petite taille, le Pegasus présente une configuration en pointe de flèche, totalement dépourvue d'empennages. L'angle du bord d'attaque de la voilure est de 55° et celui du bord de fuite de 35°. Le train d'atterrissage est un modèle tricycle rétractable avec une roulette de nez. La configuration comporte six surfaces de contrôle : deux ailerons et quatre volets intégrés (inlaid flaps, petits volets à proximité des extrémités de voilure). Ces derniers, fonctionnant de manière alternée, assurent principalement le rôle de gouvernes de lacet, car l'appareil n'est pas équipé de dérive verticale sur sa partie arrière.
Le turboréacteur est installé sur l'extrados, l'entrée d'air étant constituée d'une structure à chicanes, destinée à réduire la signature radar. En revanche, pour des raisons de coût, la tuyère d'éjection est un modèle standard assez basique, sans dispositif de réduction de signature radar ou infrarouge. L'avion n'est pas doté de points d'emport externe d'armement, mais il comprend, pour des raisons de discrétion, deux soutes à bombes internes. Pour les essais, elles emportaient chacune une charge fictive de 225 kg simulant une bombe.

## L'après X-47A

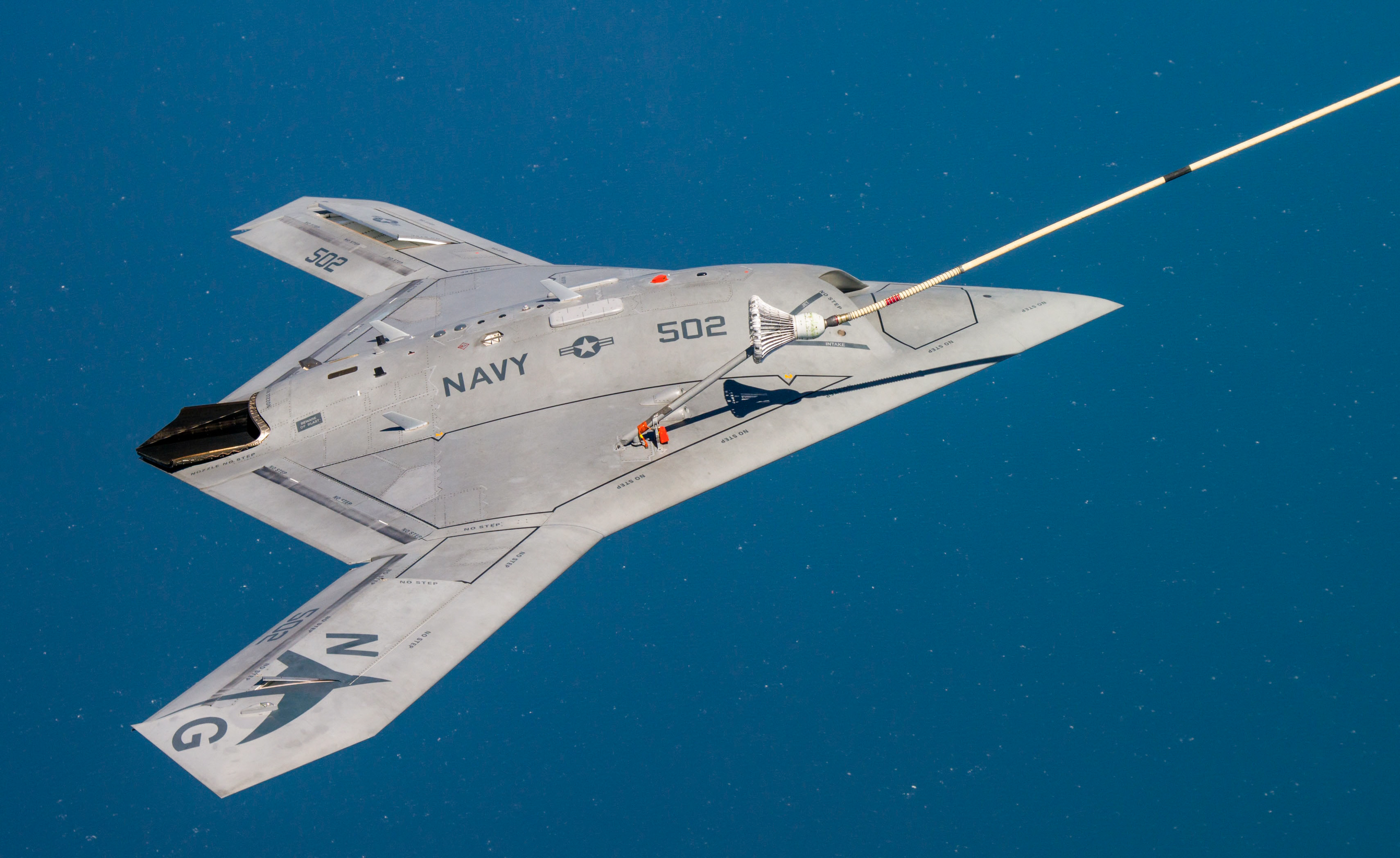
Le X-47B en train de se réapprovisionner en essence.

En août 2007, l'US Navy sélectionna l'appareil X-47B pour intégrer son programme de recherche consacré aux véhicules autonomes. Le 4 février 2011, le X-47B effectua son premier vol depuis la base aérienne d'Edwards. La campagne d'essais comportait une cinquantaine de vols et se termina à la fin de cette même année. Une nouvelle campagne d'essais, d'une durée de huit mois, reprit en 2013 à partir du porte-avions USS Theodore Roosevelt, afin de valider son emploi à partir d'une unité flottante.
Inaugurant une nouvelle ère, en réalisant pour la première fois de l'histoire les deux manœuvres les plus difficiles de l'aéronautique de manière totalement autonome, le X-47B effectua son premier catapultage le 14 mai 2013 et son premier appontage le 10 juillet, sur le porte-avions George H. W. Bush. Cette série d'essais visait également à vérifier les facultés de ravitaillement en vol de l'appareil, qui dispose tout de même d'une autonomie sur ses propres réserves pouvant atteindre près de 4 000 km. Le 16 avril 2015, le premier ravitaillement en vol d'un drone a été réussi avec le X-47B.